# William Gaminara
William Gaminara is een Britse acteur en tekstschrijver. Hij is bekend als de stem van Dr. Richard Locke in de langlopende radioserie The Archers.
Hij is vooral bekend voor zijn rol – reeds in 50 afleveringen - in de BBC serie Silent Witness als patholoog Dr. Leo Dalton. De laatste aflevering van William Gaminara in de rol van Dr. Leo Dalton was in de aflevering Greater Love.  In 2000 speelde hij de rol als Will in Attachments. Hij trad ook op als Dr. Andrew Bower in Casualty van 1989 tot 1992.
Gaminara trad ook op in:
- Spooks
- People like us. The Airline Pilot (2001) (als Captain Paul Connors)
- Attachments (2000) televisieserie [als Will Newman]
- The Law (2000) (tv) [als Alan Vine]
- Hope & Glory (1999) televisieserie [als Colin Ward]
- Rag Nymph (1997) (mini) televisieserie [als Mr. Quinton]
- The Lakes (1997) televisieserie (als schrijver)
- This Life: Diet Hard (1997) tv-episode [als schrijver]
- The Moth (1997) (tv) [als Mr. Quinton]
- Dangerfield: Games (1996) tv-episode [als Matthew Davidson]
- This Life (1996) televisieserie [als schrijver]
- A Dark Adapted Eye (1994) (tv) [als Andrew]
- Casualty: The Ties That Bind (1993) tv-episode [als Andrew Bower]
- The House of Eliott (1991) tv-episode [als Robert Adams]
- Soldier Soldier: Fun and Games (1991) tv-episode [als Major Harry Dickie Bird]
- Casualty (1986) televisieserie [als Andrew Bower (1989, 1993)]
- Bulman: Thin Ice (1987) tv-episode [als Willie Bruce]
- Dead Lucky (1987) (tv) [als Tim Sage]
- Paradise Postponed (1986) (mini) televisieserie [als  Peter]
- Comrades (1986) [als James Loveless]

- Gemeinsame Normdatei: 1199990094
- International Standard Name Identifier: 0000 0000 6790 3803
- Library of Congress Control Number: nr91022868
- MusicBrainz: 9aa88c6f-3e73-4f04-b668-3cb36cfe4b3f
- Nationale Bibliotheek van Tsjechië: pna2009482618
- Nationale Bibliotheek van Israël: 987007449577605171
- Virtual International Authority File: 93067850
- WorldCat: E39PBJqvTQtHhDbqmfx78BtHYP